# Exile in Guyville
Exile in Guyville é o álbum de estreia da cantora norte-americana Liz Phair. Grande parte do álbum contém várias canções que fizeram parte das demos de Phair, as fitas "Girly Sound" com a adição  de outras canções compostas durante as sessões de gravação em 1992.
Lançado em 1993 rapidamente causou frenesim entre os críticos. Comercialmente o disco alcançou a posição 196 na Billboard 200 em 5 de Fevereiro de 1994, apesar de ter vendido 200.000 durante 1993 e até 2003 mais de 450.000 cópias já haviam sido comercializadas, rendendo ao álbum o certificado de ouro nos Estados Unidos. Never Said e Stratford-On-Guy foram lançados como singles, sendo que o primeiro conquistou um bom airplay na MTV americana.
Em Junho de 2008 o disco foi relançado, antes desta data encontrava-se fora de circulação. Um mês depois, graças ao seu relançamento, o álbum fez uma rápida aparição na Billboard Top Catalog Albums, uma chart criada para discos que tenham idade mínima de 18 meses e se encontram abaixo do top 100 da Billboard 200.

## História
Após passar um certo período em San Francisco, Phair retornou a Chicago e começou a escrever e gravar músicas utilizando o nome de "Girly Sound". Com a ajuda de seu amigo/produtor, Brad Wood, Phair enviou uma demo composta por 6 músicas para uma das melhores gravadoras indie da época: a Matador Records. O até então presidente da Matador, Gerard Cosloy, já havia visto várias reações positivas às fitas de Liz. O próprio havia gostado das fitas e mesmo sem conhecê-la pessoalmente a contratou.
Cosloy adiantou US$ 3 000, a pedido de Phair para que a mesma iniciasse a gravar as canções que fariam parte de seu debut. Brad Wood ao lado de Liz atuou como produtor. O álbum era composto por 18 canções, todas escritas pela própria cantora. Nove composições das fitas "Girly Sound" foram regravadas, variando de pequenas a drásticas alterações.
| Nome                 | Fita                                  | Alterações |
| -------------------- | ------------------------------------- | --- |
| Divorce Song         | Yo Yo Buddy Yup Yup Word To Ya Muthuh | A canção sofreu apenas pequenas alterações. |
| Flower               | Untitled Tape Three                   | A música faz parte da até agora incompleta fita três. Ao ser incluída em "Exile..." apenas algumas palavras haviam sido alteradas.                             |
| Fuck & Run           | Girls Girls Girls                     | A última parte da canção e algumas palavras foram alterada. |
| Girls! Girls! Girls! | Girls Girls Girls                     | Em sua encarnação original ultrapassa a faixa dos 7 minutos. em "Guyville", sua duração encurtou para menos de 2:30 e seu refrão foi cortado.                  |
| Johnny Sunshine      | Yo Yo Buddy Yup Yup Word To Ya Muthuh | Sofreu pequenas mudanças em su composição. A mais notável alteração foi o acréscimo de um refrão na versão do disco.                                           |
| Never Said           | Girls Girls Girls                     | Se chamave "Clean" em sua primeira encarnação e assim como "Divorce Song" sofreu mínimas alterações em sua letra.                                              |
| Shatter              | Girls Girls Girls                     | Sofreu mudanças em sua letra. Sua estrutura também foi alterada. Enquanto canta o refrão e várias outras partes da música Liz susurra "Shatter" no background. |
| Soap Star Joe        | Girls Girls Girls                     | Sua letra continua intacta. Sua estrutura sofreu pequenas mudanças.                                                                                            |
| Stratford-On-Guy     | Untitled Tape Three                   | Seu refrão foi substituído e pequenas alterações em sua letra foram feitas.                                                                                    |

## Recepção
Após o seu lançamento em Junho de 1993, "Exile In Guyville" foi recebido com aclamação universal por profissionais. Phair foi elogiada pela sua maneira única de compor com tamanha sinceridade. Além disso a rústica e simples produção do disco também recebeu elogios.
Rolling Stone comparou favoravelmente "Guyville" com "Rid of Me" de PJ Harvey, citando que: "Apesar de sua produção lo-fi, "Exile In Guyville" anda vertiginosamente em por toda paisagem Pop. Em "Fuck & Run", Phair, que vive em Chicago, consegue soar tanto anelante e chateado. Em "6'1" e "Mesmerizing" ela está tocando as cordas que o Keith Richards possa admirar".
No final de 1993 a revista nomeou "Exile" o terceiro melhor disco do ano.
Allmusic por sua vez deu uma nota perfeita (5 estrelas), comentando que: "Se 'Exile in Guyville' é chocante e totalmente asseguradamente formado para um álbum de estreia, há uma série de razões. A mais proeminente delas é que muitas das músicas foram inicialmente ensaiado nas fitas caseiras "Girly Sound", o que significa que as canções são essencialmente a nata da  a partir de uma exce(p)cionalmente talentosas compositora." O crítico Stephen Thomas Erlewine também elogiou a variedade: "Há tanto hard rock como misteriosos solos de piano, e há de tudo, entre autêntico pop, art rock, canções folk, indie rock e clássico. Então, existem as próprias músicas de Phair.". Ele também reconheceu o quanto o disco marcou uma era após seu lançamento: "Na época, ela graciosamente profana, e suas letras receberam incontáveis atenções (não há nada que os críticos de rock amem mais do que uma menina que brinca em suas fantasias geek, mesmo - ou talvez em especial - se ela está escarnecendo eles), mas anos mais tarde, o que ainda se destaca é a profundidade da escrita." Concluindo que "Cada uma destas 18 músicas mantém este elevado nível de qualidade, apresentando uma cantora/compositora de grande imaginação, musicalmente. Se ela nunca igualou este registro, bom, poucos poderiam."

## Relançamento
Em 2008, um contrato foi feito com a ATO Records e foi relatado que Phair iria relançar Guyville. Será realizado em CD e digitalmente. 4 novas músicas, farão parte deste projeto, entre elas: "Ant In Alaska", "Wild Thing" & "Say You". Um DVD também será lançado com o relançamento: "Guyville Redux", neste DVD, Phair irá "voltar" para a cena independente dos anos 90, e nos mostrará como tudo aconteceu, incluindo, entrevistas exclusivas com produtores e artistas que marcaram a cena Indie Americana, como Steve Albini, famoso produtor do Nirvana e de PJ Harvey. O Lançamento é justificado, pelos 15 anos de "Guyville" e tem como data, 24 de Junho de 2008.
Com relançamento, o álbum recebeu notas perfeitas e quase perfeitas de revistas e sites como: Rolling Stone, Slant Magazine, Blender e Pitchfork Media.

## Legado
O álbum é visto por vários como um dos mais importantes da história do Rock. Em 1999 foi considerado um dos álbuns essenciais dos anos 90 pela Rolling Stone que em 2002 incluiu "Guyville" em sua lista dos "50 Essential 'Women In Rock' Albums" na posição de número #24. Um ano depois a mesma revista nomeou o álbum o 328° melhor álbum de todos os tempos. No final dos anos 90 "Exile" entrou em várias listas dos melhores discos dos anos 90. Feitas por revistas e sites como: Alternative Press, Associated Press, CDNow, Pitchfork Media, Nude as the News, Spin, Rolling Stone, Pure Pop e várias outras.
"Exile" foi nomeado o melhor disco de 1993 pela Village Voice, lista onde vários profissionais do mundo da música votam em seu discos favoritos lançados em um certo ano. Ela se tornou a primeira mulher a fazer isso desde de Joni Mitchell nos anos 70. "Alternative Press" incluiu o álbum em sua lista dos "Melhores Discos de "'85-'95", dois anos após seu lançamento. E no final da década o nomeou o 11° "Melhor Disco Dos Anos 90". Pitchfork Media escolheu "Guyville" como o 5° CD mais importante disco dos anos 90 em 1999. A lista foi reeditada em 2003, na época a credibilidade de Phair com o site estava abalada. Pitchfork havia massacrado seu quarto disco devido ao seu som Pop, isto afetou a colocação de "Exile" que caiu 25 posições comparada com a lista anteriormente feita. Na nova versão um dos críticos do site comentou que: "Desde deste daqui, tem sido ladeira abaixo para Liz.". "Spin" nomeou o disco um dos melhores álbuns alternativos de todos os tempos, além disso o colocou dentro do top 20 em duas listas: a de "Melhores discos dos anos 90" e a dos "Melhores dos últimos 20 anos". "Guyville" ocupa as posições 13 e 15, respe(c)tivamente. Foi eleito o 96° melhor disco do Rock & Roll os tempos pelo canal de televisão VH1.
Músicas como: 6'1, "Never Said", "Fuck & Run", "Flower" e "Divorce Song" estão incluídas como uma das melhores e mais chocantes de todos os tempos.
Outras revistas como: "Pure Pop" e "Nude as the News" também nomearam o disco um dos melhores da década. O site Acclaimedmusic atualiza a cada ano sua lista dos melhores álbuns de todos os tempos, atualmente "Exile in Guyville" ocupa a posição 254.
Ainda hoje, várias cantoras recebem comparações ou foram inspiradas por Liz Phair. Entre elas artistas da Matador Records, como Jennifer O'Connor e Cat Power. "Exile in Guyville" é ao lado de outros álbuns aclamadíssimos gravados por artistas como Tori Amos, Fiona Apple, PJ Harvey, Sarah McLachlan e Sinéad O'Connor responsável pela expansão do movimento das cantoras/compositoras.

### Listas

#### Melhores De Todos Os Tempos ou De Um Determinado Período
| Lista                                                                                      | Posição   |
| ------------------------------------------------------------------------------------------ | --------- |
| Alternative Press (EUA) - Os 90 Melhores Álbuns dos Anos 90 (1998)                         | 11        |
| Alternative Press (EUA) - Os 99 Melhores Álbuns de 85' a 95' (1995)                        | 83        |
| Associated Press (EUA) - Os 10 Melhores Álbuns Dos Anos 90 (1999)                          | Sem Ordem |
| Acclaimed Music - Os 3000 Melhores Álbuns dos Anos 90 (2007)                               | 40        |
| Acclaimed Music- Os 3000 Melhores Álbuns de Todos os Tempos                                | 250       |
| Blender (EUA) - 500 CDs que Você Deve Ter Antes de Morrer(2003)                            | Sem Ordem |
| CDNOW (EUA) - Os 10 CDs Essenciais dos Anos 90(2002)                                       | Sem Ordem |
| The Accidental Evolution of Rock'n'Roll (1997)                                             | Sem Ordem |
| Ink Blot (EUA) - Melhores Álbuns dos Anos 90 (2000)                                        | 10        |
| Jim DeRogatis (EUA) - Os Ótimos Álbuns                                                     | Sem Ordem |
| Kitsap Sun (EUA) - Top 200 Álbuns dos Últimos 40 Anos (2005)                               | 194       |
| LostAtSea (EUA) - 90 Álbuns dos Anos 90 (2000)                                             | 9         |
| Nude as the News (EUA) - Os 100 Álbuns Mais Completos Dos Anos 90 (1999)                   | 6         |
| Pause & Play (EUA) - Álbuns Colocados Na Capsula Do Tempo                                  | Sem Ordem |
| Pitchfork (EUA) - Os 100 Álbuns Favoritos dos Anos 90 (1999)                               | 5         |
| Pitchfork (EUA) - Os 100 Álbuns Favoritos dos Anos 90 (2003)                               | 30        |
| 1001 Álbuns que Você Deve Ouvir Antes de Morrer (2005)                                     | Sem Ordem |
| Rolling Stone (EUA) - 50 Álbuns Essenciais Feitos por Mulheres (2002)                      | 24        |
| Rolling Stone (EUA) - Os 500 Melhores Álbuns de Todos os Tempos (2003)                     | 328       |
| Rolling Stone (EUA) - Os 200 CDs Essenciais da História do Rock (1997)                     | Sem Ordem |
| Rolling Stone (EUA) - Os CDs Essenciais dos Anos 90 (1999)                                 | Sem Ordem |
| Spin (EUA) - Os 100 Melhores Álbuns Alternativos (1995)                                    | 57        |
| Spin (EUA) - Os 100 Melhores Álbuns de 85' a 95' (2005)                                    | 15        |
| Spin (EUA) - Os 90 Melhores Álbuns dos Anos 90 (1999)                                      | 13        |
| The Review, Universidade de Delaware (EUA) - 100 Melhores Álbuns de Todos os Tempos (2001) | 98        |
| VH1 (EUA) - Os 100 Melhores Álbuns de Todos os Tempos (2001)                               | 96        |
| Rolling Stone (Alemanha) - Os Melhores 500 Álbuns dos Últimos 50 Anos (1997)               | 101       |
| Les Inrockuptibles (França) - Os 100 Melhores Álbuns de 1986-1996 (1996)                   | 94        |
| Rock & Folk (França) - Os Melhores Álbuns de 1963-1999 (1999)                              | Sem Ordem |
| Rock de Lux (Espanha) - Os 150 Melhores Álbuns Dos Anos 90 (2000)                          | 130       |
| Juice (Austrália) - Os 100 Melhores Álbuns Dos Anos 90 (1999)                              | 18        |
| The Movement (Nova Zelândia) - Os 101 Melhores Álbuns De Todos Os Tempos (2004)            | 55        |
| Pure Pop (México) - Os 50 Melhores Álbuns Dos Anos 90 (2000)                               | 32        |

#### De Fim De Ano
| Lista                                            | Posição   |
| ------------------------------------------------ | --------- |
| Eye Weekly Canadian Critics Poll - Álbuns do Ano | 25        |
| LA Times (EUA) - Álbuns do Ano                   | 7         |
| Magnet (EUA) - Álbuns do Ano                     | 23        |
| Acclaimed Music - Álbuns do Ano                  | 5         |
| Rolling Stone (EUA) - Álbuns do Ano              | 3         |
| Spin (EUA) - Álbuns do Ano                       | 1         |
| Village Voice (EUA) - Álbuns do Ano              | 1         |
| Q (Inglaterra) - Álbuns do Ano                   | Sem Ordem |
| OOR (Holanda) - Álbuns do Ano                    | 7         |
| Spex (Alemanha) - Álbuns do Ano                  | 4         |
| Les Inrockuptibles (França) - Álbuns do Ano      | 20        |
| Rocksound (França) - Álbuns do Ano               | 2         |
| Iguana (Espanha) - Álbuns do Ano                 | 22        |
| Pure Pop (México) - Álbuns do Ano                | 4         |

## Trabalhos Posteriores
Em 1994, Liz Phair lançou "Whip-Smart", seu segundo disco. O trabalho lhe rendeu elogios, mas não tantos como o de "Guyville" sendo considerado uma decepção. Hoje em dia, o álbum é considerado underrated por vários críticos. Seu sucessor whitechocolatespaceegg, mostrava um som mais maturo, e recebeu criticas positivas. Após este álbum, Phair migrou para a Capitol Records, e gravou seu auto-intitulado quarto disco. 2 anos depois o folksy "Somebody's Miracle" foi lançado. Ambos os discos foram massacrados pela crítica, apesar de o primeiro se ter tornado um dos mais vendidos da carreira de Liz. Em 2010, ela lançou o seu sexto disco, que foi completamente detonada pelos críticos, que disseram que ela havia perdido a forma definitivamente, embora Liz diga que nunca esteve tão inspirada e que "Funstyle" foi seu álbum mais libertador e divertido desde "Guyville". Atualmente ela está gravando seu sétimo disco, de volta na Matador.

## Faixas
| Número | Nome                     | Tempo |
| ------ | ------------------------ | ----- |
| 01.    | 6'1                      | 3:05  |
| 02.    | Help Me Mary             | 2:16  |
| 03.    | Glory                    | 1:29  |
| 04.    | Dance Of The Seven Vails | 2:29  |
| 05.    | Never Said               | 3:16  |
| 06.    | Soap Star Joe            | 2:44  |
| 07.    | Explain It To Me         | 3:11  |
| 08.    | Canary                   | 3:19  |
| 09.    | Mesmerizing              | 3:55  |
| 10.    | Fuck & Run               | 3:07  |
| 11.    | Girls! Girls! Girls!     | 2:20  |
| 12.    | Divorce Song             | 3:20  |
| 13.    | Shatter                  | 5:28  |
| 14.    | Flower                   | 2:03  |
| 15.    | Johnny Sunshine          | 3:27  |
| 16.    | Gunshy                   | 3:15  |
| 17.    | Stratford-On-Guy         | 2:59  |
| 18.    | Strange Loop             | 3:56  |

### Bônus Da Edição Deluxe
| Número | Nome          | Tempo |
| ------ | ------------- | ----- |
| 19     | Ant In Alaska | 6:48  |
| 20     | Say You       | 3:24  |
| 21     | Intrumentals  | 3:28  |

## Charts
| Ano  | Chart                 | Posição |
| ---- | --------------------- | ------- |
| 1993 | Billboard Heatseekers | #12     |
| 1994 | Billboard 200         | #196    |

## Certificações
| País | Certificado | Vendas   | Data              |
| ---- | ----------- | -------- | ----------------- |
| EUA  | Gold        | +450.000 | 6 de maio de 1998 |